# Simmons
Simmons ist ein englischer Familienname.

## Herkunft und Bedeutung
Simmons ist als Variante von Simpson ein ursprünglich patronymisch gebildeter englischer Familienname.

## Namensträger

### A
- Al Simmons (Baseballspieler) (Aloysius Harry Simmons; 1902–1956), US-amerikanischer Baseballspieler
- Al Simmons (Musiker) (Albert William Simmons; * 1948), kanadischer Musiker
- Al Simmons (Eishockeyspieler) (Allan Kenneth Simmons; 1951–2024), kanadischer Eishockeyspieler
- Angelo Simmons (* 1987), bermudischer Fußballspieler
- Anthony Simmons (Schriftsteller) (1922–2016), britischer Schriftsteller, Drehbuchautor, Produzent und Filmregisseur
- Anthony Simmons (Footballspieler) (* 1976), US-amerikanischer American-Football-Spieler
- Art Simmons (1926–2018), US-amerikanischer Jazzmusiker
- Ashley Simmons (* 1986), US-amerikanische Wrestlerin, siehe Madison Rayne

### B
- Ben Simmons (* 1996), australischer Basketballspieler
- Beth Simmons (* 1958), US-amerikanische Politikwissenschaftlerin und Hochschullehrerin
- Bill Simmons (* 1969), US-amerikanischer Sportjournalist, Analyst, Autor und Podcaster
- Bob Simmons (1923–1987), englischer Stuntman, Stuntkoordinator und Schauspieler
- Bobby Simmons (* 1980), US-amerikanischer Basketballspieler
- Brian Simmons, Tonmeister

### C
- Cale Simmons (* 1991), US-amerikanischer Leichtathlet
- Charles Simmons (1878–1937), englischer Fußballspieler, siehe Chippy Simmons
- Charles Simmons (Turner) (1885–1945), britischer Turner
- Charles Simmons (Schriftsteller) (1924–2017), US-amerikanischer Schriftsteller
- Charles J. Simmons (1925–2014), US-amerikanischer Generalleutnant
- Chelan Simmons (* 1982), kanadische Schauspielerin
- Chester Simmons (* 1982), US-amerikanischer Basketballspieler
- Colby Simmons (* 2003), US-amerikanischer Radrennfahrer
- Coralie Simmons (* 1977), US-amerikanische Wasserballspielerin
- Curt Simmons (* 1929), US-amerikanischer Baseballspieler

### D
- Dan Simmons (* 1948), US-amerikanischer Schriftsteller
- Daniela Simmons, italienisch-schweizerische Pianistin, Komponistin, Sängerin
- David Jay Simmons (* 1931), Wirbeltier-Paläontologe
- Don Simmons (Politiker) (1918–1986), australischer Politiker (South Australia)
- Don Simmons (Eishockeyspieler) (1931–2010), kanadischer Eishockeytorwart

### E
- Earl Simmons (1970–2021, Pseudonym DMX), US-amerikanischer Rapper, siehe DMX (Rapper)
- Edwin H. Simmons (1921–2007), US-amerikanischer Brigadegeneral
- Emory Guy Simmons (1920–2013), US-amerikanischer Pilzkundler
- Erin Simmons (* 1976), kanadische Snowboarderin

### F
- Floyd Simmons (1923–2008), US-amerikanischer Leichtathlet
- Frank Simmons (1884–1970), englisch-chilenischer Fußballspieler
- Furnifold McLendel Simmons (1854–1940), US-amerikanischer Politiker

### G
- Gene Simmons (* 1949), israelisch-amerikanischer Musiker
- George A. Simmons (1791–1857), US-amerikanischer Politiker
- Gustavus Simmons (* 1930), US-amerikanischer angewandter Mathematiker und Kryptograph

### H
- Harold Simmons (1931–2013), US-amerikanischer Unternehmer
- Heather Simmons-Carrasco (* 1970), US-amerikanische Synchronschwimmerin
- Henry Simmons (* 1970), US-amerikanischer Schauspieler
- Herbert Simmons (* 1930/1931), US-amerikanischer Schriftsteller
- Herman Georg Simmons (1866–1943), schwedischer Botaniker
- Howard E. Simmons (1929–1997), US-amerikanischer Industriechemiker

### I
- Ian G. Simmons (* 1937), britischer Geograph
- Isaiah Simmons (* 1998), US-amerikanischer American-Football-Spieler

### J
- J. J. Simmons III. (1925–2002), US-amerikanischer Politiker
- J. K. Simmons (* 1955), US-amerikanischer Schauspieler
- Jaason Simmons (* 1970), australischer Schauspieler
- Jack Simmons (* 1970), US-amerikanischer Pornodarsteller
- James F. Simmons (1795–1864), US-amerikanischer Politiker
- James S. Simmons (1861–1935), US-amerikanischer Politiker
- James Stevens Simmons (1890–1954), US-amerikanischer Arzt und Soldat
- Jason Simmons (Footballspieler) (* 1976), US-amerikanischer Footballspieler
- Jason Simmons (* 2002), US-amerikanischer Schauspieler, siehe Jason und Kristopher Simmons
- Jean Simmons (1929–2010), britisch-amerikanische Schauspielerin
- Jeff Simmons (* 1976), US-amerikanischer Rennfahrer
- Jeffery Simmons (* 1997), US-amerikanischer American-Football-Spieler
- Jennifer Egan-Simmons (* 1987), irische Sprint-Kanufahrerin
- John Simmons (Bassist) (1918–1979), US-amerikanischer Jazz-Bassist
- John F. Simmons (1892–1968), US-amerikanischer Diplomat
- John Lintorn Arabin Simmons (1821–1903), britischer Feldmarschall und Gouverneur von Malta
- Johnny Simmons (* 1986), US-amerikanischer Schauspieler
- Jumpin’ Gene Simmons (1933–2006), US-amerikanischer Country-, Rockabilly- und Rock-’n’-Roll-Musiker
- Justin Simmons (* 1993), US-amerikanischer American-Football-Spieler

### K
- Kadamba Simmons (1974–1998), britische Schauspielerin und Model
- Keith Simmons (* 1985), US-amerikanischer Basketballspieler
- Ken Simmons (1929–2002), britischer Ornithologe
- Kristen Simmons, US-amerikanische Schriftstellerin
- Kristopher Simmons (* 2002), US-amerikanischer Schauspieler, siehe Jason und Kristopher Simmons
- Kyla Drew Simmons (* 2004), US-amerikanische Schauspielerin

### L
- Laura Simmons (* 1977), britische Schauspielerin, siehe Laura Howard
- Lejaun Simmons (* 1993), bermudischer Fußballspieler
- Lili Simmons (* 1993), US-amerikanische Schauspielerin und Model
- Lionel Simmons (* 1968), US-amerikanischer Basketballspieler
- Little Mack Simmons (1933–2000; eigentlich Malcolm Simmons), US-amerikanischer Mundharmonikaspieler, Sänger und Songwriter
- Lon Simmons († 2015), US-amerikanischer Sportreporter
- Lonnie Simmons (≈1914–1995), US-amerikanischer Jazzmusiker

### M
- Mark Simmons (* 1984), US-amerikanischer Footballspieler
- Marlon Simmons (* 2003), vincentischer Fußballspieler
- Mary Simmons (* 1928), kanadische Sängerin
- Matthew Simmons (1943–2010), US-amerikanischer Unternehmer
- Michelle Yvonne Simmons (* 1967), australische Physikerin

### N
- Nancy B. Simmons (* 1959), US-amerikanische Mammalogin, Hochschullehrerin und Autorin
- Norman Simmons (1929–2021), US-amerikanischer Jazzmusiker

### P
- Paris Simmons (* 1990), englischer Fußballspieler
- Patrick Simmons (* 1948), US-amerikanischer Rockmusiker

### Q
- Quinn Simmons (* 2001), US-amerikanischer Radrennfahrer

### R
- Richard Simmons (1948–2024), US-amerikanischer Fitnesstrainer, Komiker und Schauspieler
- Richard Alan Simmons (1924–2004), US-amerikanischer Drehbuchautor und Fernsehproduzent
- Rob Simmons (* 1943), US-amerikanischer Politiker
- Robert G. Simmons (1891–1969), US-amerikanischer Politiker
- Ron Simmons (* 1958), US-amerikanischer Wrestler
- Ronald Gene Simmons (1940–1990), US-amerikanischer Massenmörder
- Roy Simmons (1956–2014), US-amerikanischer Footballspieler
- Russell Simmons (* 1957), US-amerikanischer Unternehmer
- Ruth J. Simmons (* 1945), US-amerikanische Romanistin

### S
- Sandy Simmons, US-amerikanische Schauspielerin
- Shelby Simmons (* 2002), US-amerikanische Schauspielerin
- Sid Simmons (1946–2010), US-amerikanischer Jazzmusiker
- Sonny Simmons (1933–2021), US-amerikanischer Jazzmusiker

### T
- Ted Simmons (* 1949), US-amerikanischer Baseballspieler
- Tony Simmons (* 1948), britischer Langstreckenläufer
- Tyrone Simmons (* 1949), US-amerikanischer Fechter

### W
- William Joseph Simmons (1880–1945), US-amerikanischer Rassist, Gründer des zweiten Ku-Klux-Klan
- William Mark Simmons (* 1953), US-amerikanischer Schriftsteller